# Váci János
Váci János a 15. század első felében a váci püspök udvarának magyar miniatúrafestője, ún. miniátora.
Gata nembeli Némedi Miklós váci püspök idején (1419–1430) ő festette a váci ötvös-aranyműves céh számára készült, 1423-as keltezésű szerkönyv iniciáléit és teljes festőművészeti dekorációját.

## A kódex jelentősége
A Mátyás-kori corvinák előtti, a gótikus művészet máig fennmaradt e remekét az Országos Széchényi Könyvtár őrzi, Budapesten. A misekönyv első lapján látható iniciálé Szent Eligiust, az aranyművesek védőszentjét attribútumaival ábrázolja. Az aláírás „Scripsi Iohannes in Vacia 4123” (sic!). A miniatúrák stílusa a Kolozsvári Tamás híres miniátorral való együttműködésére utal, akinek a gótikus cseh, osztrák és francia könyvillusztrációkra emlékeztető munkáira hasonlít.
„A kódex a magyarországi (gótikus) művészet egyedülálló dokumentuma, illuminátora, Johannes név szerint is megnevezte magát. A Szt. Eligius-iniciálé nemcsak a védőszent és az ötvöseszközök ritka ábrázolása, hanem a magyarországi miniatúraművészet kiváló alkotása is.”

## Fordítás
- Ez a szócikk részben vagy egészben  a   János Váci című olasz Wikipédia-szócikk ezen változatának fordításán alapul.  Az eredeti cikk szerkesztőit annak laptörténete sorolja fel. Ez a jelzés csupán a megfogalmazás eredetét és a szerzői jogokat jelzi, nem szolgál a cikkben szereplő információk forrásmegjelöléseként.